# Saison 3 de Miss Marple
Chronologie
Saison 2 Saison 4
Cet article présente les quatre épisodes de la troisième saison de la série télévisée Miss Marple (Agatha Christie's Marple).

## Distribution
- Geraldine McEwan (VF : Lily Baron) : Miss Marple

## Épisodes

### Épisode 1:À l'hôtel Bertram
- États-Unis : 29 juillet 2007
- Royaume-Uni : 23 septembre 2007 sur ITV

- Martine McCutcheon (Jane Cooper)
- Isabella Parriss (Miss Marple jeune)
- James Howard (Portier de l'hôtel)
- Adam Smethurst (Chauffeur de taxi)
- Tony Bignell (Garçon aux journaux)
- Vincent Regan (Mickey Gorman)
- Mark Heap (Mr Humfries)
- Emily Beecham (Elvira Blake)
- Mary Nighy (Brigit Milford)
- Charles Kay (Canon Pennyfather)
- Ed Stoppard (Malinowski)
- Nicholas Burns (Jack Britten/Joel Britten)
- Mica Paris (Amelia Walker)
- Francesca Annis (Lady Selina Hazy)
- Peter Davison (Hubert Curtain)
- Shenton Dixon (Louis Armstrong)
- Polly Walker (Bess Sedgwick)
- Hannah Spearritt (Tilly Rice)
- Danny Webb (Mutti)
- Stephen Mangan (Inspecteur Larry Bird)
- Sarah London (Miss Tibbs)
- Georgia Allen (Mrs Rice)

Miss Marple commence ses vacances au luxueux hôtel Bertram à Londres qu'elle avait régulièrement fréquenté étant jeune. Le lendemain, une employée a été retrouvée assassinée sur le toit. L'atmosphère est sombre et de nombreux personnages atypiques sont tour à tour suspectés par l'inspecteur Larry Bird chargé de l'enquête. Alors que Miss Marple suit l'enquête tout en restant en retrait, la jeune employée Jane Cooper mène sa propre enquête. Toutes deux pensent que la victime, qui s'apprêtait à toucher de l'argent avant de mourir, a été confondue avec Lady Bess Sedgwick, car elle portait le même chapeau que cette dernière. Un des indices est le numéro 123.
- Elvira Sedgwick : meurtres
- Chanoine Pennyfather (avec la complicité du notaire et du directeur) : vols de tableaux
- Les jumeaux Britten : vols de bijoux

### Épisode 2:Témoin indésirable
- États-Unis : 19 août 2007
- Royaume-Uni : 30 septembre 2007 sur ITV

- Juliet Stevenson (Gwenda Vaughn)
- Julian Rhind-Tutt (Dr Arthur Calgary)
- Denis Lawson (Leo Argyle)
- Alison Steadman (Kirsten Lindstrom)
- Richard Armitage (Philip Durrant)
- Stephanie Leonidas (Hester Argyle)
- Lisa Stansfield (Mary Durrant)
- Burn Gorman (Jacko Argyle)
- Jane Seymour (Rachel Argyle)
- Tom Riley (Bobby Argyle)
- Reece Shearsmith (Inspecteur Huish)
- Bryan Dick (Micky Argyle)
- Gugu Mbatha-Raw (Tina Argyle)
- Andrea Lowe (Maureen)
- Michael Feast (John Croker)
- Pippa Haywood (Mme Price)
- James Hurran (Cyril Price)
- Camille Coduri (Mrs Lindsay)

Rachel Argyle, une mère adoptive de six enfants devenus adultes, a des soucis avec l'un d'eux, Jacko, qui lui réclame de l'argent un soir et s'en prend à elle. Mais plus tard dans la soirée, Rachel est retrouvée morte et le mauvais garçon Jacko est accusé du meurtre de sa mère adoptive et est emprisonné. Bien qu'il clame haut et fort qu'il est innocent, il n'a pas la possibilité de présenter un alibi pour la soirée du meurtre, et ayant menacé de mort la victime, il est condamné puis exécuté. Deux ans après, Gwenda invite sa tante adoptive à son futur mariage avec le veuf Leo Argyle. Mais au cours de la soirée suivant l'arrivée de la vieille dame, un témoin, le Dr Arthur Calgary, apparaît et confirme rétrospectivement l'alibi de Jacko. Ce témoignage tardif sème la panique dans la famille Argyle, dont tous les membres deviennent à nouveau suspects.
- Kirsten Lindstrom : meurtres (dont celui de Rachel Argyle avec la complicité de Jacko Argyle)
- Bobby Argyle : escroquerie

- D'après Témoin indésirable (1958)
- Le personnage de Miss Marple n'est pas présent dans le roman.

### Épisode 3:L'Heure zéro
- États-Unis : 15 juillet 2007
- Royaume-Uni : 3 août 2008 sur ITV

- Julian Sands (Thomas Royde)
- Zoë Tapper (Kay Strange)
- Paul Nicholls (en) (Ted Latimer)
- Greg Wise (Nevile Strange)
- Saffron Burrows (Audrey Strange)
- Julie Graham (Mary Aldin)
- Tom Baker (Frederick Treves)
- Eileen Atkins (Lady Tressilian)
- Greg Rusedski (Merrick)
- Wendy Nottingham (Mrs Rogers)
- Amelda Brown (Barrett)
- Peter Symonds (Hurstall)
- Eleanor Turner-Moss (Diana)
- Guy Williams (Dr Lazenby)
- Jo Woodcock (Alice)
- Alan Davies (Mallard)
- Ben Meyjes (Tipping)
- Thomas Arnold (Jones)
- Stewart Bewley (PC Williams)
- Mike Burnside (George)

Le sportif Nevile Strange, récemment marié avec la richissime Kay, organise une fête dans la demeure de Lady Camilla Tressilia dans le Devon, à laquelle seront conviés divers amis, dont Miss Marple, amie de la propriétaire. Tous sont surpris d'apprendre que le sportif a invité à la fête son ex-femme Audrey. Le soir, le vieux Frederick Treves évoque une vieille affaire de meurtre non résolue, dont il prétend reconnaitre l'assassin. Le lendemain, Frederick est retrouvé mort d'une crise cardiaque, probablement causée par la montée des escaliers de l'hôtel jusqu'à sa chambre (l'ascenseur était en panne), alors qu'il a le cœur fragile. Mais la directrice de l'hôtel annonce que l'ascenseur n'est pas en panne. Miss Marple est témoin de tensions entre Audrey et Kay.
- D'après L'Heure zéro (1944)
- Le personnage de Miss Marple n'est pas présent dans le roman.

### Épisode 4:Némésis
- États-Unis : 22 juillet 2007
- Royaume-Uni : 1er janvier 2009 sur ITV

- Laura Michelle Kelly (Verity Hunt / Margaret Lumley)
- Dan Stevens (Michael Faber)
- Graeme Garden (Matthew Broadribb)
- Richard E. Grant (Raymond West)
- Ruth Wilson (Georgina Barrow)
- Johnny Briggs (Sydney Lumley)
- George Cole (Laurence Raeburn)
- Ronni Ancona (Amanda Dalrymple)
- Adrian Rawlins (Derek Turnbull)
- Emily Woof (Rowena Waddy)
- Will Mellor (Martin Waddy)
- Anne Reid (Sœur Agnes)
- Amanda Burton (Sœur Clotilde)
- Lee Ingleby (Inspecteur chef Colin Hards)
- Heidi Monsen (Serveuse)

Jason Rafiel, un riche ami de Miss Marple, est décédé. Il a laissé une clause dans son testament indiquant que si Miss Marple parvenait à résoudre « un certain crime », elle recevrait une forte somme d'argent. Rafiel lui a également laissé un mot sous forme de code : Némésis. Titillée dans sa curiosité et appâtée par le gain, Miss Marple décide de relever le défi. Avec son neveu Raymond West, elle est invitée à participer à une excursion en car avec une dizaine de passagers. Arrivés à la première étape de l'excursion, un château, tous se sentent mal à l'aise car la visite leur fait remonter de vieux souvenirs désagréables, en particulier à cause de la photo d'une femme inconnue. Miss Marple s'aperçoit que tous les passagers de l'excursion sont invités par Rafiel.